# 一般用医薬品

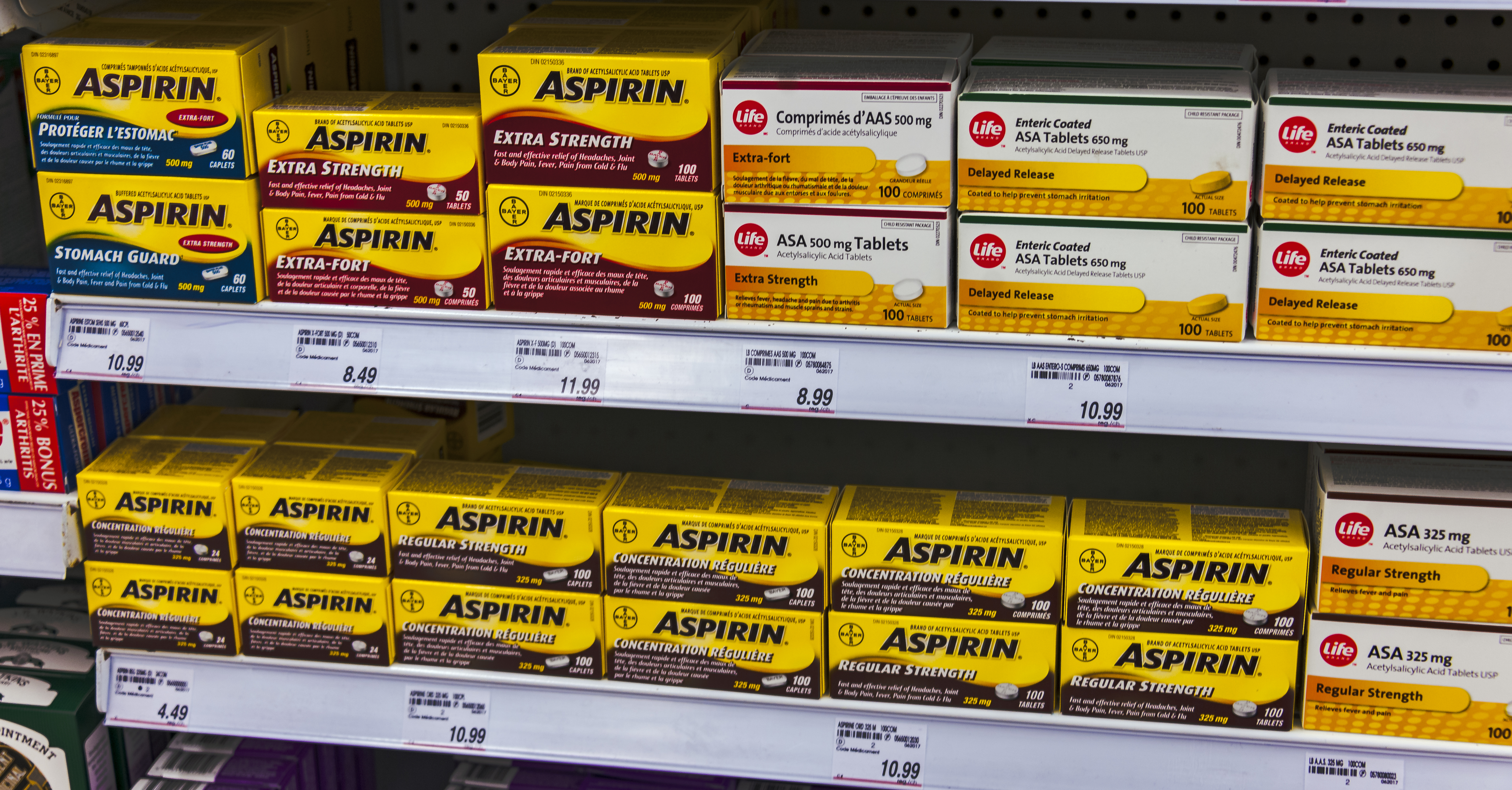
カナダのドラッグストアで販売されている一般用医薬品

一般用医薬品（いっぱんよういやくひん）とは、医師による処方箋を必要とせずに購入できる医薬品のことである。市販薬、家庭用医薬品、大衆薬、売薬などとも呼ばれる。また、カウンター越し（英語: over the counter）に売買されることから、OTC医薬品とも呼ばれる。ここでは、医薬品、医療機器等の品質、有効性及び安全性の確保等に関する法律（以下、「医薬品医療機器等法」と略記）上の一般用医薬品のみならず、要指導医薬品についても説明する。

## 概要
一般用医薬品承認審査合理化等検討会の中間報告書によると、一般用医薬品とは、「一般の人が、薬剤師等から提供された適切な情報に基づき、自らの判断で購入し、自らの責任で使用する医薬品であって、軽度な疾病に伴う症状の改善、生活習慣病等の疾病に伴う症状発現の予防、生活の質の改善・向上、健康状態の自己検査、健康の維持・増進、その他保健衛生を目的とするもの」と定義されている。充分な説明や情報を示した上で、消費者が自ら簡単な治療を行うというセルフメディケーションの方向性が提唱されている。
法律上は、長らく医療用医薬品以外の医薬品として扱われていたが、2006年の薬事法改正（2009年6月1日施行）により、「医薬品のうち、その効能および効果において人体に対する作用が著しくないものであって、薬剤師その他の医薬関係者から提供された情報に基づく需要者の選択により使用されることが目的とされているもの」と定義された。よって購入に際しては薬剤師や登録販売者の助言と指導を受けることが望ましい。詳細は店舗販売業。

価格競争などにより、業界の流れとして、大衆薬事業の縮小・撤退の動きや、逆に撤退する他社事業の受け入れによる事業強化を目指す方向に二分化している。
- ファイザーの一般用医薬品事業部門 → ジョンソン・エンド・ジョンソン（現:JNTLコンシューマーヘルス） → 販売のみ武田薬品工業（現:アリナミン製薬）へ
- ゼファーマ（山之内製薬・藤沢薬品工業） → 吸収合併により第一三共ヘルスケアへ
- 中外製薬の一般用医薬品部門 → ライオン（なお、外用鎮痛消炎薬の「ゼノール」は大鵬薬品工業、解熱鎮痛薬「サリドン」の製造は販売元だったゼファーマ（現:第一三共ヘルスケア）へ）
- 大日本製薬（現:住友ファーマ） → 興和
- 三菱ウェルファーマ（旧:三菱東京製薬・ウェルファイド、現:田辺三菱製薬） → 佐藤製薬
- 住友製薬ヘルスケア（元:住友製薬子会社、現:住友ファーマ） → ダンヘルスケア（大日本除虫菊（金鳥）グループ）
- ノバルティスファーマの一般用医薬品部門 → グラクソ・スミスクラインのコンシューマーヘルスケア部門と統合し、グラクソ・スミスクライン・コンシューマー・ヘルスケア・ジャパン（現:Haleonジャパン）へ

また、OTC製造販売に一本化した企業や、シオノギヘルスケア（塩野義製薬から分社化）・アリナミン製薬（武田薬品工業から分離・独立）の様に、OTC事業を子会社として分社化した企業も見られる。

## 分類
規制緩和による2009年施行の改正薬事法で、一般用医薬品は主に消費者に対する情報提供の必要性の程度によって第1類、第2類、第3類の3種に分けられることになった。なお、一部の医薬品は医療用医薬品の認可のまま流通していたが、薬事法改正により医療用医薬品は店舗販売業の店舗では販売できなくなるため、一般用医薬品としてリニューアルしたものもある（ベトネベート・フルコートなど）。
なお、商品外箱などに医薬品の分類を記載する場合は、「第1類医薬品」というように算用数字を用いることが医薬品医療機器等法施行規則第209条の3第1項に規定されている。

### 薬局と医薬品販売業（平成21年施行後）
| 業態        | 調剤の可否 | 販売する医薬品の品目                                                                      | 販売方法 | 分割販売の可否 | 許可権者 |
| ----------- | ---------- | ----------------------------------------------------------------------------------------- | -------- | -------------- | --- |
| 薬局※       | 可         | すべての医薬品                                                                            | 店舗販売 | 可             | 所在地の都道府県知事 |
| 店舗販売業※ | 否         | 要指導医薬品（薬剤師）、一般用医薬品（薬剤師：第一・二・三類） （登録販売者：第二・三類） | 店舗販売 | 可             | 店舗ごとに、その店舗の所在地の都道府県知事（所在地が保健所を設置する市または特別区の区域にある場合においては、市長または区長） |
| 配置販売業  | 否         | 一般用医薬品（薬剤師：第一・二・三類） （登録販売者：第二・三類）                         | 配置販売 | 否             | 配置しようとする区域をその区域に含む都道府県ごとに、その都道府県知事                                                           |
| 卸売販売業※ | 否         | すべての医薬品                                                                            | 規定なし | 可             | 営業所ごとに、その営業所の所在地の都道府県知事                                                                                 |

※卸売販売業は、医薬品を薬局や他の医薬品の販売業、製薬企業または医療機関等に対して販売する業態であり、業として一般の生活者に対して直接医薬品の販売等を行うことは認められない。

※店舗による販売（薬局開設者または店舗販売業者）とは、必ずしも店頭における販売に限られるものではなく、医薬品医療機器等法に基づく許可を受けている薬局または店舗販売業において、予めその所在地や許可番号を明示する等の一定の条件の下で、購入者の求めに応じて医薬品を配送する等、店舗を拠点とした販売を行うことは可能となっている。

### リスク区分に応じた情報提供
| リスク区分   | 対応する専門家         | 購入者側から質問等がなくても行う積極的な情報提供 | 購入者側から相談があった場合の応答 |
| ------------ | ---------------------- | ------------------------------------------------ | ---------------------------------- |
| 要指導医薬品 | 薬剤師                 | 対面による書面を用いた情報提供を義務付け         | 義務                               |
| 第一類医薬品 | 薬剤師                 | 書面を用いた情報提供を義務付け※                  | 義務                               |
| 第二類医薬品 | 薬剤師または登録販売者 | 努力義務                                         | 義務                               |
| 第三類医薬品 | 薬剤師または登録販売者 | 不要（法文上の規定は特になし）                   | 義務                               |

※ただし、購入者側から説明を要しない旨の意思表明があった場合はこの限りではない（医薬品医療機器等法第36条の10第6項）。

### 店舗管理者
| リスク区分   | 店舗管理者                        |
| ------------ | --------------------------------- |
| 第一類医薬品 | 薬剤師・業務三年以上の登録販売者※ |
| 第二類医薬品 | 薬剤師または登録販売者            |
| 第三類医薬品 | 薬剤師または登録販売者            |

### 管理
店舗管理者による管理が主だが、店舗管理者が直接管理しない場合（退店時など）は、店舗管理者以外の薬剤師または登録販売者が管理代行できる（記録・報告が必要）

## 第一類医薬品
その副作用などにより日常生活に支障をきたす程度の健康被害が生ずるおそれがある医薬品のうち、特に注意が必要なものや、新規の医薬品。後述するスイッチOTCやダイレクトOTCの大部分が該当する。（イブプロフェンは例外で、指定第二類）
第一類医薬品を販売できるのは、薬剤師の常駐する店舗販売業や調剤薬局のみである。薬剤師が、情報提供を購入者に積極的に説明する義務がある。そのため、全ての製品において、広告では「この医薬品は、薬剤師から説明を受け、使用上の注意をよく読んでお使いください」と表示される（ただし、第一類医薬品の風邪薬・解熱鎮痛薬においては表示内容が一部異なる）。このため、店舗販売業において薬剤師が不在になった場合は販売できない。なお、薬局では薬剤師が不在となった場合は、店舗自体を閉める必要がある。
第一類医薬品は薬剤師による情報提供が必要であり、購入者から情報提供不要の申し出があった場合においても、薬剤師が必要と判断した場合には、積極的に情報提供を行わせる必要があること。また、薬剤師以外が情報提供を行うことがないよう（相談は可）、登録販売者または一般従事者から薬剤師への伝達の体制およびその方法を手順書に記載することが望ましいこととされている。なお、法第36条の10第6項で医薬品を購入し、または譲り受ける者から説明を要しない旨の意思の表明があった場合には適用しないこと。ただし、相談があった場合は全ての医薬品について義務となっている。
店舗における登録販売者および一般従事者による販売・授与は、薬剤師の管理・指導の下で可能とされている。

### スイッチOTC
これまで医師の処方箋によらなければ使用できなかった指定医薬品（処方箋医薬品）指定の医療用医薬品の中から使用実績があり、副作用の心配が少ないなどの要件を満たした医薬品を薬局などで処方箋なしに購入できるよう、一般用医薬品として認可したものをスイッチOTC薬という。軽い病気や症状はドラッグストアなどで売られる市販薬で治してもらうことで、膨張する医療費を抑制するのが狙いで、風邪薬や胃腸薬、目薬、発毛剤などの製品がある。
1985年に解禁され、水虫治療用の抗真菌外用薬から始まり、イブプロフェン錠、にきび治療外用薬（ペアアクネなど）、ケトプロフェン外用剤、H2ブロッカーなどが1990年代までに市販化された。2000年代に入るとニコレット☆、フェルビナク外用剤、フルコナゾールやテルビナフィンなど第二世代の水虫外用薬、ニコチネルパッチ☆、第二世代抗ヒスタミン薬、アシクロビル軟膏、肝斑改善を用途としたトラネキサム酸錠剤☆、ジクロフェナクナトリウム外用剤、フッ化ナトリウムと拡充を続け、2011年にはロキソニン錠が解熱鎮痛剤として市販化されるまでに至っている（☆印は生活改善薬）。
スイッチOTC薬の価格は薬価により、メーカーの言い値が効かない医療用よりも高く、医療保険も適用されないが、医師の診察・検査料や処方箋料が不要なため、同一の薬剤を処方されるのであれば安く済み、診察や調剤の待ち時間や手間がかからず利便性が高い。厚生労働省は医療用医薬品のスイッチOTC化を推進しようとしており、さらに今後は高コレステロール、高血圧、高血糖に使用する医薬品もスイッチOTC化することが検討されている。
しかし、医学的知識のない者による医薬品の自己使用は病状の悪化をもたらすこともあるので、スイッチOTC製品の使用は薬剤師や医師に相談しなければならない。2009年からの改正薬事法で第1類医薬品に指定され、薬剤師の情報提供が必要（後に一部製品が第2類に鞍替えされているためこの限りではない。ただし、法第36条の10第6項で医薬品を購入し、または譲り受ける者から説明を要しない旨の意思の表明があった場合には適用しないことも留意）。生活改善薬を除き、服用は短期間に留め、重症や服用しても症状がよくならない場合は、ただちに医療機関を受診すること。
2016年度税制改正で、家族合わせて年1万2千円を超える場合、超過した購入費（最高8万8千円）を確定申告で所得控除できるセルフメディケーション税制が創設された。ただし年10万円超の医療費を使った場合に適用される、現行の医療費控除との併用はできない。

### ダイレクトOTC
日本において医療用医薬品としての使用実績がない新有効成分含有医薬品を、そのまま一般用医薬品として販売したものを、ダイレクトOTC薬という。2019年9月時点でミノキシジル含有の発毛剤とチェストベリー含有の月経前症候群治療薬の2つが該当し、いずれも生活改善薬である。以前は赤ブドウ葉乾燥エキス混合物含有の軽度の静脈還流障害による足のむくみ改善薬も該当していたが、製品が製造終了となっている。
購入・使用上の注意点はスイッチOTCとほぼ同じである。

### 新一般用医薬品
厚生労働省告示第69号（平成19年3月30日）の別表第一に掲げる医薬品以外の第一類医薬品。いわゆるスイッチOTC、ダイレクトOTCの開発と評価のために、使用実態治験（Actual Use Trial: AUT)と市販後調査(Post Marketing Surveillance: PMS)を確実に行うことができるよう指定された区分。
外国における状況と国際的ハーモナイゼーション、具体的には米国FDAの審査手順やWHOの指針に沿う形をとるための措置。セルフメデイケーション(自己治療)には自己判断、自己責任が使用の前提であるので、添付文書とラベルを注意深く読むことが重要であり、添付文書とラベルが理解できる内容であることの重要性が高まっている背景を受けている。

### 要指導医薬品
2014年（平成26年）6月12日に、薬事法（当時）ならびに薬剤師法の一部を改正する法律の施行に伴い、第一類医薬品として販売されていた医薬品のうち、スイッチOTC化してから間もなく、一般用としてのリスクが確定していない品目や劇薬指定の品目については、改正に伴って新設された要指導医薬品へ移行となった。要指導医薬品に指定されたスイッチOTC薬については、原則3年で一般用医薬品（第一類医薬品）に移行させることとなっている。書面による当該医薬品に関する説明を、薬剤師と対面して行わなければならないため、インターネットなどでの通信販売はできない。

### 要指導医薬品/新一般用医薬品/第一類医薬品一覧
（）内は販売名である。承認されているものの販売されていない販売名は除いている。

#### 要指導医薬品
薬剤師の対面による情報の提供および薬学的知見に基づく指導が行われることが必要なもの（法第4条第5項第3号）として厚生労働大臣が指定するもの。
「要指導医薬品」と、黒枠の中に黒字で（判読できない場合は白枠の中に白字で）8ポイント以上の大きさの文字で表示する。
- 再審査期間（8年）中のもの
  - 肥満治療薬：オルリスタット（アライ）
- 再審査期間（4年）中のもの
  - 過敏性腸症候群薬：セイヨウハッカ油（コルぺルミン）
  - アドレナリンα2受容体作動薬：ブリモニジン（マイティアルミファイ）

※一般用では結膜充血（目のかゆみなど他の症状がない場合に限る）に効能を有する点眼薬に区分される
- 安全性等に関する製造販売後調査期間（3年）中のもの
  - 非ステロイド性抗炎症薬：メロキシカム、フルルビプロフェン、ナプロキセン
  - 解熱鎮痛消炎薬：ロキソプロフェン（パブロンLX錠、コルゲンコーワLX錠、ロキソニン総合かぜ薬）

※他の有効成分と同時配合された風邪薬に限る
  - プロトンポンプ阻害薬：ランソプラゾール（タケプロンs）、オメプラゾール（オメプラールS）、ラベプラゾール（パリエットS）
  - 消化管運動賦活薬：イトプリド（イラクナ）
  - 過敏性腸症候群薬：ポリカルボフィルカルシウム
  - 抗コリン薬：プロピベリン（バップフォーレディ）

※一般用では女性用過活動膀胱治療薬に区分される
  - ステロイド系抗炎症薬：モメタゾン
  - 第二世代抗ヒスタミン薬：フェキソフェナジン

※プソイドエフェドリンとの配合剤（アレグラFXプレミアム）に限る
  - 抗真菌薬：オキシコナゾール（オキナゾールL600）

※膣カンジダ治療薬の膣剤（1日量中600 mgを含有するもの）に限る
  - 消毒薬：ヨウ素

※ポリビニルアルコールとの配合剤で且つ、点眼薬（サンヨード）に限る
- 劇薬指定のもの
  - 強精強壮剤：ヨヒンビン（ガラナポーン、ハンビロン、ストルピンMカプセル）
  - 殺菌（高・中水準消毒）剤：ホルムアルデヒド（エフゲン）

#### 新一般用医薬品
いわゆるダイレクトOTCとスイッチOTC。
要指導医薬品から移行されたもので、期間は移行日から1年間である。「第1類医薬品」と、黒枠の中に黒字で（判読できない場合は白枠の中に白字で）8ポイント以上の大きさの文字で表示する。数字は算用数字を用い、漢数字やローマ数字による表記は認められていない。
- 局所充血除去薬：オキシメタゾリン
※クロルフェニラミンとの配合剤（ナシビンメディ）に限る。2024年9月13日付で要指導医薬品から新一般用医薬品（第一類医薬品）へ移行。
- 軽度の静脈還流障害による足のむくみ改善薬：セイヨウトチノキ種子エキス（ベルフェミン）
※2024年11月30日付で要指導医薬品から新一般用医薬品（第一類医薬品）へ移行。

#### 第一類医薬品
告示により指定されたもの。
新一般用医薬品同様、「第1類医薬品」と、黒枠の中に黒字で（判読できない場合は白枠の中に白字で）8ポイント以上の大きさの文字で表示する。数字は算用数字を用い、漢数字やローマ数字による表記は認められない。
- 口唇ヘルペス治療薬：アシクロビル（ヒフールAC、ヘルペシアクリーム）、ビダラビン（アラセナS）
- 気管支拡張薬：アミノフィリン、テオフィリン（ミルコデ錠A）
- 副腎皮質ホルモン：フルニソリド
- 抗真菌薬：イソコナゾール（メンソレータムフレディCC）、オキシコナゾール（オキナゾールL100）、クロトリマゾール（エンペシドL、エンペシドLクリーム）、ミコナゾール（メディトリート）

※オキシコナゾール、クロトリマゾール、ミコナゾールは膣カンジダ治療薬に限る
- 中性脂肪異常改善薬：イコサペント酸エチル（エパデールT、エパアルテ）
- 強精強壮剤：ジエチルスチルベストロール、ストリキニーネ、テストステロン（グローミン、トノス）、テストステロンプロピオン酸エステル、メチルテストステロン（オットピン、金蛇精(糖衣錠)、ペレウス）、ヨヒンビン

※ヨヒンビンは劇薬に指定されている要指導医薬品を除く、メチルテストステロンは「眉用育毛剤」として販売している製品がある
- 樹脂板蒸散剤（殺虫剤）：ジクロルボス（バポナ）

※2012年5月31日付で劇薬指定を解除
- H2ブロッカー：シメチジン、ニザチジン（アシノンZ）、ファモチジン（ガスター10）、ラニチジン、ロキサチジン酢酸エステル
- しみ（肝斑）改善薬：トラネキサム酸（トランシーノII）

※抗炎症成分として配合されている場合は除く
- 禁煙補助剤：ニコチン（ニコチネルパッチ）

※貼付剤のみ
- 発毛剤：ミノキシジル（スカルプD メディカルミノキ5、ミノアップ、リアップ、リグロEX5エナジー、リザレックコーワ）
- 消炎鎮痛剤：ロキソプロフェン（ロキソニンS、ロキベール）

※一般用医薬品では「解熱鎮痛薬」となる。また、外用剤は除く
また、2016年9月21日に、体外診断用医薬品のうち、一般用黄体形成ホルモンキットが新たに「第一類医薬品」に指定された（指定に伴い、既に「第二類医薬品」で承認されている体外診断用医薬品については、一般用グルコースキット、一般用総蛋白キット、一般用ヒト絨毛性性腺刺激ホルモンキットを対象とするように規定された）。一般用黄体形成ホルモンキットは排卵日予測検査薬（ドゥーテストLH排卵日予測検査薬 スティックタイプ、ハイテスターH、チェックワンLH・II排卵日予測検査薬）として販売されている。

## 第二類医薬品（指定第二類医薬品を含む）
第二類医薬品とは、第一類医薬品以外で副作用等によって日常生活に支障をきたすほどの健康被害が生じるおそれがある医薬品である。「第2類医薬品」と、黒枠の中に黒字で（判読できない場合は白枠の中に白字で）8ポイント以上の大きさの文字で表示する。数字は算用数字を用い、漢数字やローマ数字による表記は認められていない。
特に注意を要する成分を含むものを「指定第二類医薬品」とし、風邪薬・解熱鎮痛薬・水虫薬・痔疾用薬などがある。商品パッケージ表示「第2類医薬品」の「2」の文字を、丸枠や四角枠で囲って表示する。また、指定第二類医薬品の広告において、風邪薬や解熱鎮痛薬以外では、「使用上の注意をよく読んでお使いください」の前に「薬剤師・登録販売者に相談の上」という文章が追加された。これまで表示がなかった製品の広告においても表示が義務付けられた。反対に、風邪薬・解熱鎮痛薬等を除く「第二類医薬品」や「第三類医薬品」も含んで、広告から「使用上の注意をよく読んでお使いください」の表示がなくなったものもある。
今日、大半の一般用医薬品が第二類であり、薬剤師または登録販売者が常駐する店舗のみで販売できる。極力購入者へ内容、成分、その他注意事項の簡明な説明が求められる（努力義務）。ただし法第36条の10第6項によって、購入または譲り受けた者が、説明を要しないと意思表示すれば適用されない。
なお、店舗での一般従事者の販売および授与は、薬剤師・または登録販売者の管理・指導の下で可能となった。
認可当初は第一類医薬品となっていた成分のうち、以下に関しては後に厚生労働省の通知により、リスク区分が変更となっている。
- 2009年12月24日：第二世代抗ヒスタミン薬のケトチフェンを有効成分とするアレルギー専用点鼻薬を「第二類医薬品」に変更。
- 2011年
  - 1月7日：
    - 第二世代抗ヒスタミン薬のケトチフェンを有効成分とする鼻炎用内服薬、およびゼラスチンを有効成分とする内服薬、アデノシン三リン酸を有効成分とするエネルギー代謝改善薬（パニオンコーワ錠）を「第二類医薬品」に変更。
    - 鎮痛消炎薬のケトプロフェンを有効成分する貼付薬（オムニードケトプロフェンパップ）、副腎皮質ホルモンのトリアムシノロンアセトニドを有効成分とする口腔内貼付剤（アフタッチA）、抗真菌薬のラノコナゾールを有効成分とする水虫薬を「指定第二類医薬品」に変更（なお、貼付剤以外は「第二類医薬品」となっていたケトプロフェンは剤形に関係なく「指定第二類医薬品」に揃えられた）。

  - 9月30日：副腎皮質ホルモンのトリアムシノロンアセトニドを有効成分とする口腔用軟膏（ケナログ口腔用軟膏0.1%）を「指定第二類医薬品」に変更。
  - 11月1日：第二世代抗ヒスタミン薬のケトチフェンを有効成分とするアレルギー専用点眼薬を「第二類医薬品」に変更。
  - 12月26日：去痰薬のアンブロキソールを有効成分とする内服薬を「第二類医薬品」に変更。ただし、同成分を配合した風邪薬（エスタックイブファイン）は他の有効成分を配合している関係で「指定第二類医薬品」に変更（なお、一部の製品は販売開始日の関係から2012年1月20日に区分変更された）。
- 2012年
  - 8月19日：抗コリン薬のフラボキサートを有効成分とする頻尿・残尿感改善薬（レディガードコーワ）を「指定第二類医薬品」に変更。
  - 9月4日：鎮痛消炎薬のイブプロフェンを有効成分とする一部の解熱鎮痛薬を「第二類医薬品」から「指定第二類医薬品」に変更（処方箋医薬品と同量配合している内服薬は除く。一部の解熱鎮痛薬や風邪薬は、他の有効成分を配合している関係で既に「指定第二類医薬品」となっていた）。
- 2013年
  - 1月19日：第二世代抗ヒスタミン薬のエメダスチンを有効成分とする内服薬を「第二類医薬品」に変更。
  - 4月28日：鎮痛消炎薬のジクロフェナク有効成分とする貼付剤・塗布剤（ボルタレンAC・フェイタスZ）を「第二類医薬品」に変更（なお、販売開始日の関係からフェイタスZは同年8月17日に区分変更）。
  - 6月30日：抗コリン薬のチキジウムを有効成分とする鎮痛胃腸薬を「第二類医薬品」に変更。
- 2014年
  - 3月25日：消化器官用薬のトロキシピドを有効成分とする胃腸薬を「第二類医薬品」に変更。
  - 10月3日：第二世代抗ヒスタミン薬のケトチフェンフマル酸塩とナファゾリン塩酸塩の配合剤を「第二類医薬品」に変更（なお、ケトチフェンは既に「第二類医薬品」に移行済み、ナファゾリンは元々「第二類医薬品」に区分されているため、区分リストの変更はない）。
  - 12月7日：ステロイド系抗炎症薬のベクロメタゾンを有効成分とする季節性アレルギー専用点鼻薬を「指定第二類医薬品」に変更。
- 2015年
  - 4月6日：血管収縮剤のオキシメタゾリンを有効成分とする点鼻薬（ナシビンMスプレー）を「第二類医薬品」に変更。
  - 9月26日：第二世代抗ヒスタミン薬のメキタジンのうち、1日量中6 mg以上を含有する製剤を「第二類医薬品」に変更（なお、メキタジンは元々「第二類医薬品」に区分されているため、区分リストの変更はない）。
  - 10月25日：第二世代抗ヒスタミン薬のエピナスチンを有効成分とする鼻炎用内服薬を「第二類医薬品」に変更。
  - 12月7日：イブプロフェンとブチルスコポラミン臭化物を配合した生理痛専用薬（エルペインコーワ）を「指定第二類医薬品」に変更（なお、イブプロフェンは前述の通り「指定第二類医薬品」に、ブチルスコポラミン臭化物は元々「第二類医薬品」にそれぞれ区分されているため、区分リストの変更はない）。
- 2016年
  - 1月11日：抗アレルギー剤のペミロラストを有効成分とする鼻炎用内服薬を「第二類医薬品」に変更。
  - 10月19日：消炎鎮痛剤のイブプロフェンを配合した解熱鎮痛薬のうち、1日量中0.6 g（600 mg）以上含有する製剤（リングルアイビーα200、リングルアイビー錠α200）を「指定第二類医薬品」に変更（なお、イブプロフェンは前述のとおり「指定第二類医薬品」に区分されているため、区分リストの変更はない）。
  - 11月1日：第二世代抗ヒスタミン薬のフェキソフェナジンを有効成分とする鼻炎用内服薬（アレグラFX）と抗アレルギー剤のアシタザノラストを配合したアレルギー専用点眼薬を「第二類医薬品」に変更。
- 2017年
  - 2月1日：第二世代抗ヒスタミン薬のセチリジンを有効成分とする鼻炎用内服薬（ストナリニZ、コンタック鼻炎Z）を「第二類医薬品」に変更。
- 2018年
  - 1月8日：抗アレルギー剤のトラニラストを有効成分とするアレルギー専用点眼薬を「第二類医薬品」に変更。
  - 1月14日：抗アレルギー剤のペミロラストを有効成分とするアレルギー専用点眼薬（ノアールPガード点眼液）を「第二類医薬品」に変更（なお、ペミロラストは前述のとおり「第二類医薬品」に区分されているため、区分リストの変更はない）。
  - 1月20日：第二世代抗ヒスタミン薬のエバスチンを有効成分とする鼻炎用内服薬を「第二類医薬品」に変更。
  - 7月8日：消炎鎮痛剤のアルミノプロフェンを有効成分とする解熱鎮痛薬（ルミフェン）を「指定第二類医薬品」に変更。
- 2020年
  - 1月10日：消化器官用薬のトリメブチンを有効成分とする過敏性腸症候群治療薬（セレキノンS）を「第二類医薬品」に変更（なお、トリメブチンは元々「第二類医薬品」に区分されているため、区分リストの変更はない）。
  - 8月25日：消炎鎮痛剤のロキソプロフェンを有効成分とする貼付剤・塗布剤（ロキソニンSパップ、ロキソニンSテープ、ロキソニンSテープL、ロキソニンSゲル）を「第二類医薬品」に変更。
- 2021年
  - 1月16日：第二世代抗ヒスタミン薬のロラタジンを有効成分とする鼻炎用内服薬（クラリチンEX）を「第二類医薬品」に変更。
  - 11月9日：第二世代抗ヒスタミン薬のフェキソフェナジンを配合したアレルギー専用鼻炎薬のうち、15歳未満の者に係る用法及び用量が定められている製剤（アレグラFXジュニア）を「第二類医薬品」に変更（なお、フェキソフェナジンは前述のとおり「第二類医薬品」に区分されているため、区分リストの変更はない）。
- 2023年
  - 4月3日：チェストベリー乾燥エキスを有効成分とする月経前症候群（PMS）治療薬（プレフェミン）を「第二類医薬品」に変更。
  - 11月1日： 副腎皮質ホルモンのフルチカゾンを有効成分とするアレルギー専用点鼻薬（フルナーゼ点鼻薬<季節性アレルギー専用>）を「指定第二類医薬品」に変更。
- 2024年
  - 9月16日：角膜疾患治療薬の精製ヒアルロン酸ナトリウムを有効成分とする目薬（ヒアレインS）を「第二類医薬品」に変更。
  - 12月9日：第二世代抗ヒスタミン薬のベポタスチンを有効成分とする鼻炎用内服薬（タリオンAR）を「第二類医薬品」に変更。

なお、区分変更は随時見直されることがある。最新情報は厚生労働省のサイト、関係法令等を参照。

### 濫用のおそれのある医薬品
2014年（平成26年）6月12日に「薬事法および薬剤師法の一部を改正する法律」が施行されると同時に、薬事法施行規則第十五条の二の規定に基づいて乱用等のおそれがあるものとして厚生労働大臣が指定する医薬品として適応したものである。該当するのは、以下の成分および以下の成分の水和物や塩類を有効成分として配合している製剤である。
- エフェドリン
- コデイン
- ジヒドロコデイン
- ブロモバレリル尿素
- プソイドエフェドリン
- メチルエフェドリン

2023年（令和5年）4月1日に改正が行われ、改正前は鎮咳去痰薬（メチルエフェドリンは鎮咳去痰薬の内用液剤）に限定されていたコデイン、ジヒドロコデイン、メチルエフェドリンの限定が外され、これらの成分を含む風邪薬や液剤以外の鎮咳去痰薬も追加対象となった。
上述の理由から薬店・ドラッグストアは、これらの製品は販売時における販売可能数を1点のみに限定している （各メーカーからの指導でもある）。

## 第三類医薬品
上記以外の一般用医薬品。医薬品であることには変わりなく、販売にあっては第二類医薬品と同様の規制を受けるが、購入者から直接希望がない限りは、商品説明に際して法的制限を受けない。
2019年9月18日付で、「第一類医薬品」に区分されていたフッ化ナトリウムを有効成分とするフッ化物洗口剤（エフコート、クリニカ フッ素メディカルコート）が「第三類医薬品」に区分変更された。
なお、店舗での一般従事者の販売および授与は、薬剤師または登録販売者の管理・指導の下で可能となった。

## 医薬部外品（指定医薬部外品を含む）
医薬部外品は、特に副作用等のリスクに問題がないものとされ、広義において一般用医薬品には含まれていない。販売については制限がなく、販売者においても薬剤師・登録販売者の免許・資格の有無は問われず、誰でも販売することができるため、規制緩和後にコンビニエンスストア・生活量販店・スーパーマーケット・100円ショップなどでも広く販売されている。
一部のドリンク剤（ビタミン含有保健剤）、のど清涼剤、外用鼻づまり改善薬、整腸薬など、医薬品からのグレードダウンによる医薬部外品のほか、医薬品に準じる物として初めから医薬部外品（準医薬品）で発足している物がある。また、ヘアカラーなど、明らかに医薬品とは無関係な品目にも医薬部外品の品が存在する。厚生労働省の医薬品等安全対策部会によると、便宜上は第4類医薬品と定義されている。
なお2009年（平成21年）6月1日に、当時の薬事法の改正により、医薬品からのグレードダウンによるものや、医薬品に準じる物として、初めから医薬部外品で発足しているものについては、指定医薬部外品に分類されるようになった。

## 種類と使用される有効成分
- 一般用医薬品の種類と有効成分へ分割。

### 内服薬
痛みや炎症に対する、頭痛薬、風邪薬、鼻炎薬、のどの薬（鎮咳・去痰薬・含嗽剤）、鎮暈薬（酔い止め薬）、抗アレルギー用薬。
胃腸の薬である、胃腸薬（健胃薬）、整腸薬、瀉下薬（便秘薬）、止瀉薬（下痢止め）。
利尿改善薬、高コレステロール改善薬のような生活習慣に関したもの。
睡眠に関した睡眠改善薬、鎮静薬、眠気防止薬。
命の母のような婦人薬や、しみ改善薬（肝斑に限る）のような美容薬。
ビタミン剤や、そのドリンク剤、カルシウム剤、内服男性ホルモン剤、滋養強壮剤、強心剤、催淫剤、薬用酒。
ぎょう虫駆除剤。
また、漢方薬など。

### 外用薬
救急絆創膏、傷薬（殺菌消毒薬）、消毒綿、手指・皮膚消毒剤、かゆみ止め、虫さされ・かゆみ・あせもなどの鎮痒消炎薬。水虫治療薬、魚の目治療薬。
ただれなど皮膚疾患治療薬には、おでき、とびひの治療薬、にきび治療薬。
医薬品ハンドクリーム、ひび、あかぎれ治療薬、乾皮症・角化症治療薬。
目薬（点眼薬）、洗眼薬、鼻薬（点鼻薬）。
歯槽膿漏治療薬、歯痛薬。口唇炎、口角炎、口内炎治療薬や、また口唇ヘルペス再発治療薬。鼻づまり改善薬。
膣カンジダ再発治療薬、痔治療薬。発毛促進薬・発毛剤、禁煙補助剤、シラミ駆除剤。皮膚軟化剤、外用消炎鎮痛剤、肩凝り、腰痛の薬。
坐薬としては、浣腸、痔疾治療薬、便秘治療薬。また解熱鎮痛剤や膣カンジダ再発治療薬
公衆衛生用剤には、消毒剤や、電話消毒薬。哺乳びん消毒液。また殺虫剤や虫よけスプレーがある。
治療を主目的としない医薬品としては、一般用検査薬には、尿試験紙、妊娠検査薬などがある。